# 9,3 × 64 мм Бреннеке
9,3×64 мм или 9,3×64 мм Бреннеке — мощный охотничий патрон, предназначенный для охоты на среднего и крупного зверя.

## История
Патрон 9,3×64 мм был разработан в первой половине 1920-х годов фирмой известного немецкого оружейника Вильгельма Бреннеке. Конструкторы стремились создать патрон для охоты на крупного зверя, который подходил бы для широко распространённых после войны винтовок Mauser 98 и его модификаций. {Контекст времени}. Для переделки под более крупный калибр было нужно заменить только ствол. Другие имевшиеся в то время крупнокалиберные патроны не подходили: немецкий 9,3×62 мм был недостаточно мощным, а популярный британский .375 Н&Н Magnum был слишком длинным и не умещался в {Хромает перевод} нужный размер ствольной коробки.
Конструкторы вышли из положения, соединив пулю уже существовавшего и ставшего весьма популярным калибра 9,3 мм с совершенно новой гильзой длиной 64 мм. В результате получился самый мощный из патронов фирмы «Бреннеке», ставший, наряду с .375 Н&Н, самым мощным патроном в Европе из девятимиллиметровой группы. Его популярности значительно способствовало широкое распространение карабинов Mauser 98. Патрон был запущен в серию в 1927 году.

## Отличительные черты и применение
Патрон 9,3×64 мм — мощный боеприпас с высокой дульной энергией пули — примерно 4,8…5,8 кДж, то есть практически такой же, как у патрона .375 Н&Н Magnum, который считается минимально допустимым калибром для охоты на «большую пятёрку». Это означает, что он подходит для охоты на самую крупную дичь, не исключая и слона. Показательно, что в некоторых странах Африки он также считается минимально допустимым для «большой пятёрки», причём, что примечательно, это касается только франкоговорящих стран континента (во всех странах, где разрешена такая охота, минимальный калибр прописан в законодательном порядке).
Патрон 9,3×64 мм можно рассматривать как аналог и «конкурента» патрона .375 Н&Н Magnum. Отдача при стрельбе, однако, у него несколько выше из-за более короткой гильзы (по сравнению с 72,4 мм у .375 Н&Н Magnum) и, соответственно, более быстрого сгорания пороха. Поэтому его вряд ли можно рекомендовать начинающим стрелкам.
Помимо «большой пятёрки», патрон 9,3×64 мм неплохо работает по другому крупному зверю: медведю, лосю и кабану в Северном полушарии, гну, зебрам, жирафам и т. д. в Африке. Более мелкую дичь этот патрон сильно рвёт.
Этот патрон, хотя и является достаточно известным в Западной Европе, в остальном мире распространён значительно меньше, чем, например, тот же .375 Н&Н Magnum.

## В СССР и России
В конце 1980-х годов советский патрон 9,3×64 мм с полуоболочечной пулей был разработан на базе патрона 9,3×64 мм Бреннеке в Центральном научно-исследовательском институте точного машиностроения в качестве охотничьего боеприпаса для отстрела очень крупных животных массой до 600 кг и более, жизненно важные органы которых защищены толстыми костями и мышцами, а нередко — и очень толстой и грубой шкурой.
В качестве коммерческого боеприпаса патрон применяется в охотничьих карабинах производства ПО «Ижмаш»: «Лось-8» «Лось-9-1» и МЦ19-09, «Тигр-9» и «Тигр-9-1».
Освоение производства патрона 9,3×64 мм началось в 1997 г. на ОАО «Барнаульский станкостроительный завод» (с 2000 года началось их серийное производство), в настоящее время он также производится на Новосибирском патронном заводе.
Охотничье оружие под патрон 9,3×64 мм было разрешено к использованию в качестве служебного оружия для отдельных категорий сотрудников Министерства сельского хозяйства РФ.
На рубеже XX—XXI вв. был создан военный вариант — снайперский патрон 9,3×64 мм для российской армии (это специальный боеприпас для стрельбы по защищённым целям на средних дистанциях). Снайперский патрон 9,3х64 (индекс 7Н33) с латунной гильзой снаряжается пулей со стальным сердечником, массой 16,6 г, с начальной скоростью 785—800 м/с и дульной энергией 4,92 кДж. Этот боеприпас обеспечивает эффективную дальность стрельбы порядка 600—800 метров и высокое поражающее действие по живой цели, в том числе и защищённой бронежилетом, а также по лёгкой технике. Пробивное действие патрона 9СН — 10-мм бронелист на дистанции 200 м при не менее чем 80 % пробития от общего числа попаданий.
В 2006 году он был принят на вооружение российской армии для использования в снайперской винтовке СВДК (крупнокалиберный вариант винтовки СВД).

Размерения патрона 9.3 x 64 мм